# إيناس شبيب
إيناس محمد جعفر عباس شبيب هي سياسية بحرينية. ولدت في 29 يوليو 1977 في مدينة عيسى. رشحت نفسها ضمن الانتخابات النيابية البحرينية لسنة 2010 عن الدائرة الثالثة بالمحافظة الشمالية، وخسرت حيث فاز المرشح الوفاقي عبدالحسين المتغوي بنسبة 90%.
إيناس حاصلة على بكالوريوس محاسبة من جامعة البحرين، ودبلوم تربية من معهد البحرين للتدريب. وقد عملت في تعليم المواد التجارية في مدرسة مدينة حمد الثانوية للبنات، كما عملت في قسم العلاقات العامة بشركة سبكتروم للهندسة، وأيضاً كمحاسبة في شركة الميثاق للنشر والتوزيع.

## المشاركات
- دورة رجال الأعمال - من الأمم المتحدة (UNIDO).
- متابعة الطالبات الموهوبات، مركز الموهبين - وزارة التربية والتعليم.
- حضور مؤتمر The City Escape في دبي.
- تنظيم مشاركة صحيفة الميثاق في معرض الكتاب 2004 م.
- دورة في اللغة الفرنسية.

## انتخابات 2010
رشحت نفسها ضمن الانتخابات النيابية البحرينية لسنة 2010 عن الدائرة الثالثة بالمحافظة الشمالية، وخسرت حيث فاز المرشح الوفاقي عبدالحسين المتغوي بنسبة 90%. وقد قسمت برنامجها الانتخابي إلى 3 محاور، وهي:

### المحور السياسي والتشريعي
- محاربة الفساد الإداري والمالي بمحاولة اقتراح قوانين جديدة تقف في وجه هذا النوع من المخالفات.
- التوجه نحو إعادة توزيع الدوائر الانتخابية تحقيقاً لمبدأ المساواة والعدالة للجميع وفقاً للمعايير الدولية.
- مناهضة التجنيس السياسي بكافة أشكاله وصوره.
- مساندة حرية التعبير عن الرأي وتشجيع حرية الصحافة وحق المواطن في التجمهر والتجمع والتعبير.

### المحور الاقتصادي
- السعي إلى زيادة الدخل القومي من خلال خلق مناخ جاذب للاستثمارات والمشاريع التجارية.
- دعم الخدمات السكانية والصحية والارتقاء بمستوى الخدمات التعليمية.
- استقطاب رؤوس الأموال والاستثمارات بما يخدم الرؤية الاقتصادية لمملكة البحرين.
- دعم ذوي الدخل المحدود من المواطنين وأصحاب المهن الحرفية.

### المحور الاجتماعي
- رفع وتحسين المستوى المعيشي للمواطن ومكافحة الفقر.
- السعي نحو تمكين المرأة في كافة مناحي ومستويات العمل الوطني.
- تفعيل دور المرأة في المشاركة السياسية وتوسيع المكتسبات المتعلقة بحقوقها وحق الطفل.
- السعي نحو رسم سياسات جديدة تحقق المزيد من ضمان الحقوق والمكتسبات للمتقاعدين في القطاعين العام والخاص.
- السعي نحو دعم الشباب ومساندتهم بما يخدم مصالح المملكة للأجيال القادمة.
- دعم حقوق الإنسان بما يتوافق مع ما تنص عليه الاتفاقيات الدولية.[3]